# عرفان خان (لاعب كريكت)
عرفان خان (2 يوليو 1988 في الهند - ) هو لاعب كريكت هندي.

## وصلات خارجية
- عرفان خان على موقع إي آس بي آن كريك إنفو (الإنجليزية)